# Antheua olivaceomicans
Antheua olivaceomicans är en fjärilsart som beskrevs av Embrik Strand 1912. Antheua olivaceomicans ingår i släktet Antheua och familjen tandspinnare. Inga underarter finns listade i Catalogue of Life.